# Madremyia
Madremyia – rodzaj muchówek z rodziny rączycowatych (Tachinidae).

## Wybrane gatunki
- M. clausa (Villeneuve, 1937)[1]
- M. saundersii (Williston, 1889)[1]